# Ichneutica pagaia
Ichneutica pagaia là một loài bướm đêm trong họ Noctuidae.